# Memorial days
「Memorial days」（メモリアル・デイズ）は、KOKIAの通算29作目のシングル。2012年1月25日にLantisから発売された。

## 概要
前作「桜の樹の下/光の方へ」から9か月ぶりのリリースとなる2012年1作目のシングル。今回は「NewDay NewLife」および「光をあつめて」と同時発売となった。
表題曲である「Memorial days」は、テレビアニメ『機動戦士ガンダムAGE』第一部・フリット編の挿入歌として使用された。

## 収録曲
（全作詞・作曲：KOKIA、編曲：伊藤真澄）
1. Memorial days
  - MBS・TBS系アニメ『機動戦士ガンダムAGE』第11話[2]、第14話[3]挿入歌
2. 0（ゼロ）からの始まり
3. Memorial days（Instrumental）
4. 0からの始まり（Instrumental）